# Обкатка
Обкатка — випробування рухомого складу після ремонту. Обкатка застосовується як для локомотивів, електрорухомого складу так і для вагонів (пасажирських або вантажних). Обкатка локомотива виконується відразу після виходу його з ремонту шляхом пробігу з складом вагонів протягом декількох годин в присутності наглядача. Якщо під час випробувань в локомотиві відсутні дефекти, його направляють на залізницю (лінію) для подальшої експлуатації.
Обкатка вагонів виконується шляхом пробігу складу вагонів, які вийшли з ремонту. Перші перегони рухомий склад слідує з малою швидкістю та зупинками на шляху прямування, для огляду вагонів та визначення їхнього технічного стану.